# 索尼克 失落的世界
《索尼克 失落的世界》是2013年动作冒险类平台游戏，对应Wii U和任天堂3DS平台。游戏由Sonic Team开发，是索尼克系列作品之一。Wii U的Windows移植版于2015年发行。
根据游戏评论聚合商Metacritic的统计，《索尼克 失落的世界》获得「褒贬不一或中庸」的评价。